# Абделькарім Нафті
Абделькарім Нафті (фр. Abdelkarim Nafti, нар. 3 серпня 1981, Сфакс) — туніський футболіст, півзахисник. Виступав за нызку клубних команд, а також національну збірну Тунісу.

## Клубна кар'єра
У дорослому футболі дебютував 2002 року виступами за команду «Сфаксьєн», в якій провів вісім сезонів. У 2008 році протягом 6 місяців виступав в оренді в саудівському «Ан-Насрі» (Ер-Ріяд). У 2009 році перебрався до суданського «Аль-Меррейх». Дебютним голом у новій команді відзначився в переможному (4:2) виїзному поєдинку проти «Хіляля» в Кадуглі. У листопаді 2011 року підписав дворічний (з можливістю продовження ще на півтора року) контракт з туніським «Клуб Африкен». У серпні 2013 року перейшов до «Валетти».
До складу клубу «Бальцан» приєднався 2016 року. Станом на 3 лютого 2020 року відіграв за бальцанський клуб 26 матчів в національному чемпіонаті.

## Виступи за збірну
2006 року дебютував у складі національної збірної Тунісу.

## Досягнення
- Туніська професійна ліга 1
  -  Чемпіон (5): 2005

- Кубок Тунісу
  -  Володар (2): 2004, 2009

- Кубок туніської ліги
  -  Володар (1): 2003

- Прем'єр-ліга Судану
  -  Чемпіон (1): 2011

- Кубок Судану
  -  Володар (1): 2010

- Прем'єр-ліга Мальти
  -  Чемпіон (2): 2014, 2016

- Кубок конфедерації
  -  Володар (2): 2007, 2008

- Ліга арабських чемпіонів
  -  Чемпіон (1): 2004

- Кубок володарів кубків УНАФ
  -  Володар (1): 2009